# タラヨウ

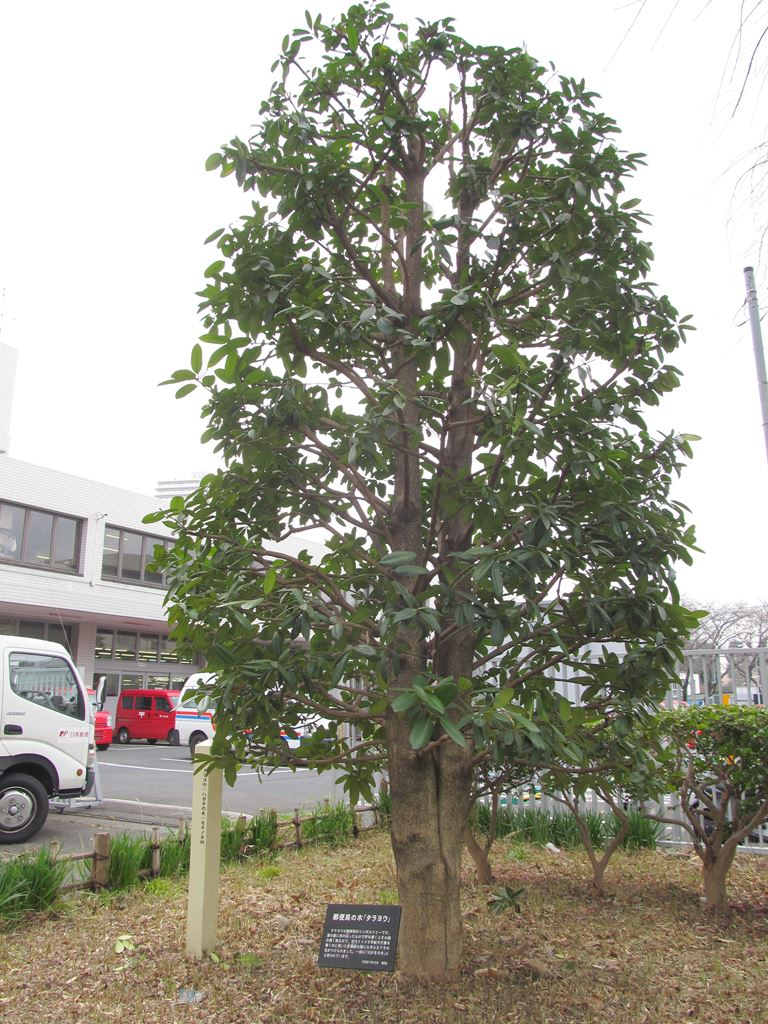
武蔵府中郵便局「郵便局の木」

タラヨウ（多羅葉、学名: Ilex latifolia）はモチノキ科モチノキ属の常緑高木。

## 名称
和名「タラヨウ」の由来は、先の尖ったもので葉の裏側に文字を書くと黒く跡が残る性質が、インドで仏教の経文を書くのに使われた貝葉の原料であるヤシ科のタラジュ（多羅樹、学名: Corypha utan）と同様なので、その植物にたとえて名付けられている。また、梵語（サンスクリット語）のペイタラから来ているという上原敬二の説もある。中国名は「大葉冬青」。

## 特徴
日本の本州静岡県以西、四国、九州と、朝鮮半島、中国に分布する。山地に生える。寺院によく植えられる。関東にも植樹されていることがある。
常緑広葉樹の高木。樹高は10 - 20メートル (m) ほどになる。樹皮は灰褐色で滑らか。若い樹では樹皮に細かい細かい裂け目がある。一年枝はやや太く、緑色で無毛である。葉は大きく肉厚で、20センチメートル (cm) ほどもある長楕円形で、葉表は濃緑色でツヤがあり、葉縁は細かい鋸歯がある。
花期は4 - 6月。雌雄異株。花は淡黄緑色で直径4ミリメートル (mm) ほど、葉の付け根に群れて咲く。秋には8 mmほどの小さな球形の赤い実が、集まってなる。
冬芽は、枝先の頂芽は円錐形で大きく、枝に互生する側芽は丸い花芽で、葉の付け根につく。
葉の裏面を傷つけると黒変するので文字が書ける。そのため日本では、葉の裏面に経文を書いたり、葉をあぶって占いに使用したりしたため、その多くは寺社に植樹されている。また、郵便局の木として定められており、東京中央郵便局の前などにも植樹されている。

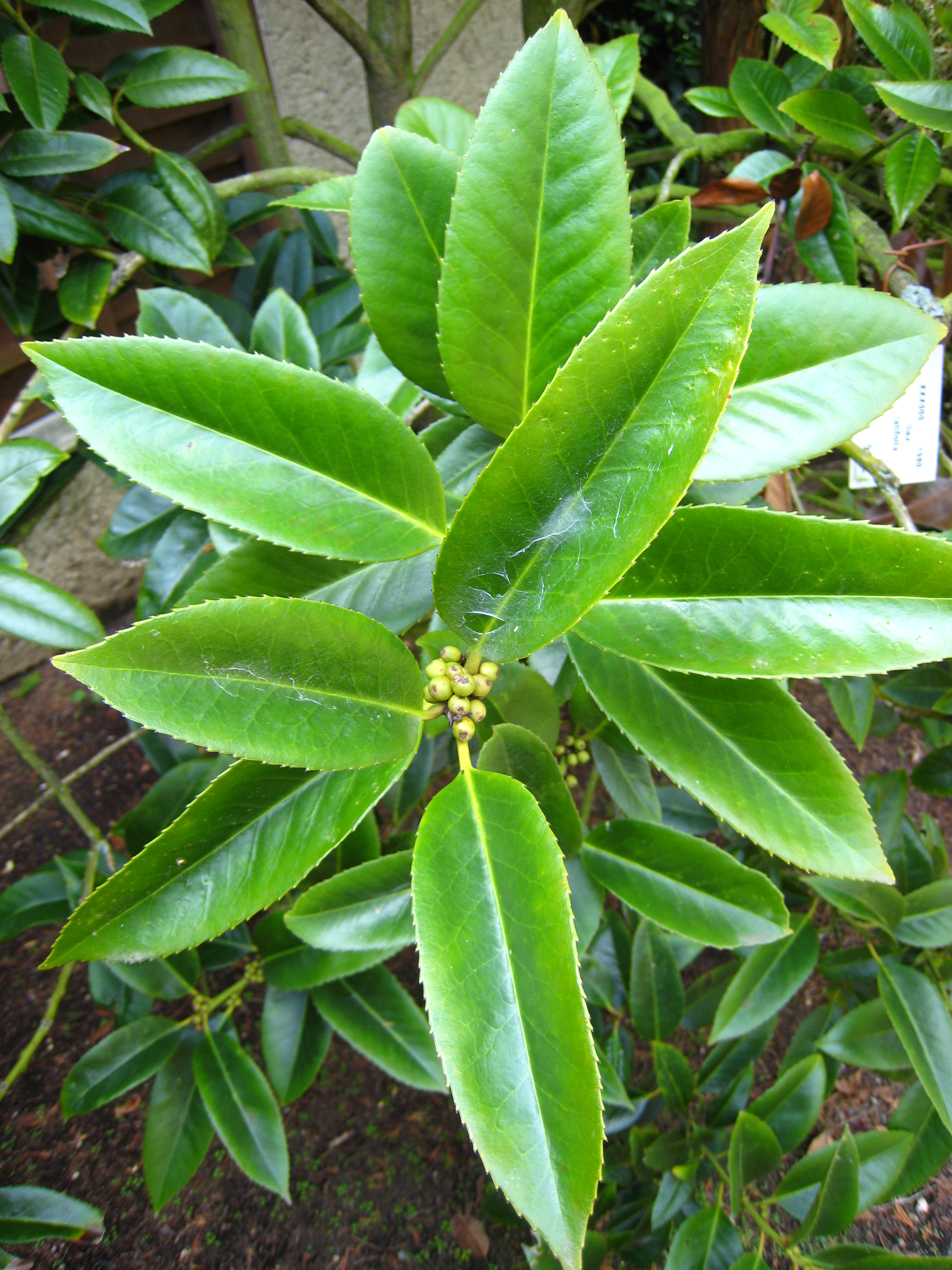
葉
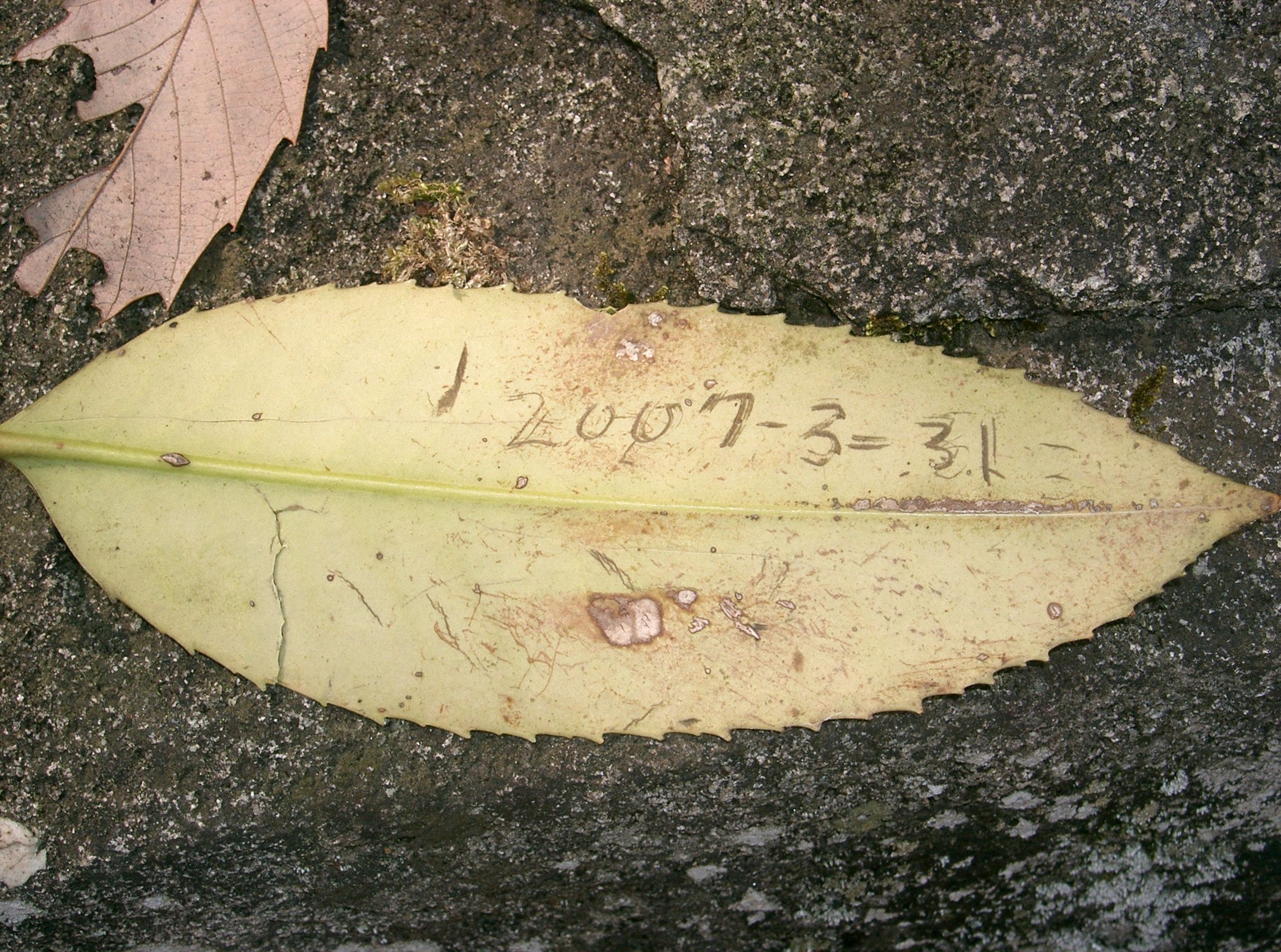
葉裏に傷をつけて字を書く

## 利用
葉を火であぶると熱で破壊された組織が短時間のうちに黒く変色し、黒い円のような模様が浮かび上がる。これを円紋あるいは死環といい、寺社で吉凶を占う際に用いられた。
葉の裏面に傷をつけるとその部分のみが黒く変色し、長期にわたって残るため、字を書いておくことができる。ここから、ジカキシバ、又はエカキシバともいわれる。戦国時代にこの葉の裏に文字を書いて情報のやりとりをしたという話もあり、これがはがき（「葉書」）の語源になったといわれ、葉書の木、郵便局の木と呼ばれることもある。

なお、全国の図書館に寄せられた調査依頼（＝レファレンス）を集めた「レファレンス協同データベース」では、成田市立図書館がタラヨウが葉書の語源か調査したレファレンスが事例登録されている。これによると、語源事典等にはタラヨウの記載がなく、『野草大百科』 で調べてみると、P.207に「タラヨウ（多羅樹）」の項目があり、「大きくて厚い葉の裏に、釘などで傷をつけると、その部分が黒くなるので、インドでは葉に経文を書いたという。はがきの語源は、昔は葉を使ったからとも、端書きがなまったものともいわれるが、タラヨウの葉は現在の変形はがきとして十分使用に耐える」としているが諸説あり確かなことはわかっていない。
中国では苦丁と呼ばれており、葉を煎じて飲用に供している（→苦丁茶）。